# Jean Saint-Josse

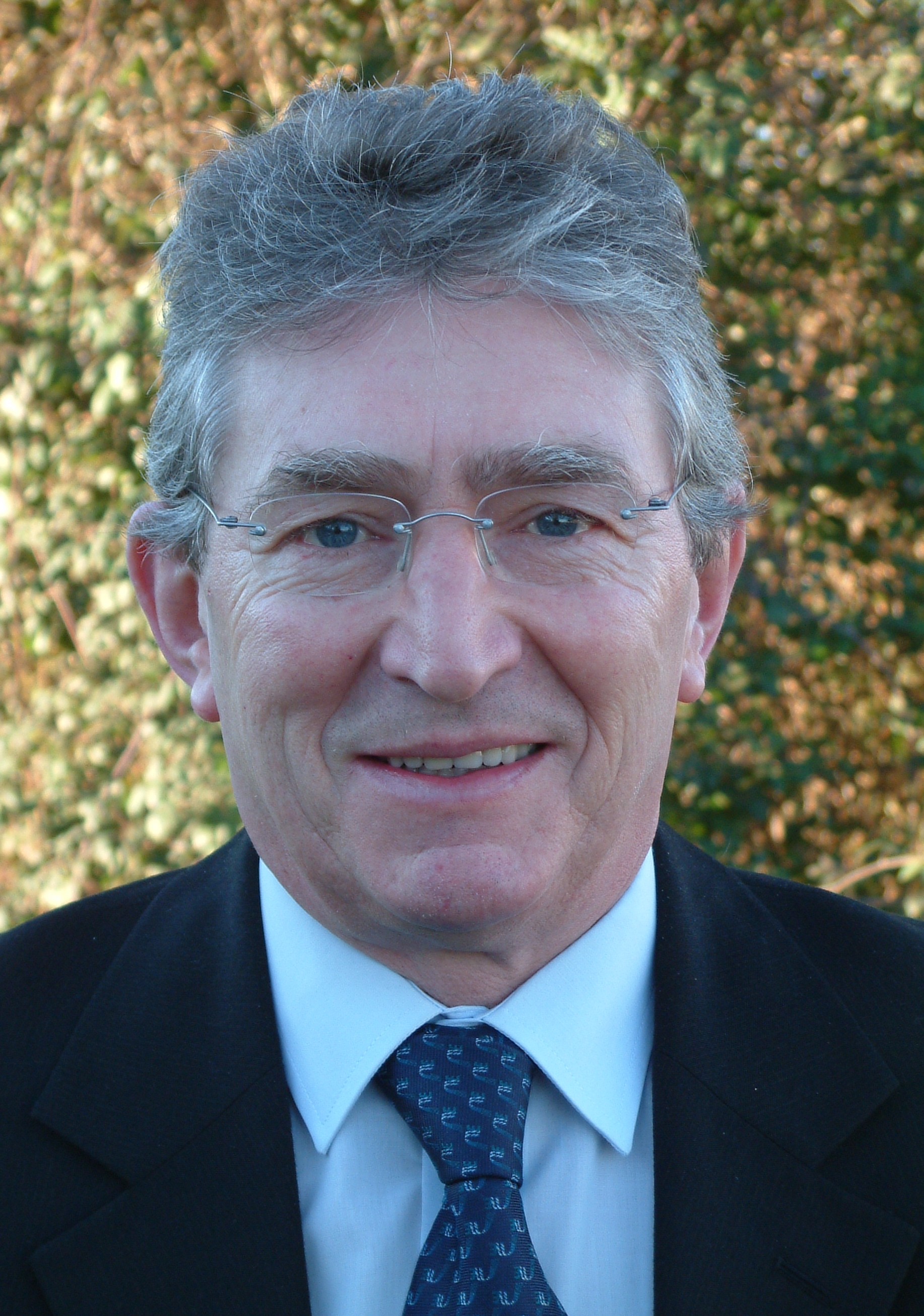
Jean Saint-Josse

Jean Saint-Josse (ur. 22 marca 1944 w Coarraze) – francuski polityk, współzałożyciel i wieloletni przewodniczący partii Łowiectwo, Wędkarstwo, Przyroda, Tradycja, poseł do Parlamentu Europejskiego V kadencji.

## Życiorys
Rozpoczął nieukończone studia ekonomiczne, pracował jako sprzedawca odzieży, dyrektor radia NRJ-Pau i kierownik małego wydawnictwa specjalizującego się w publikacjach poświęconych polowaniom i tradycji. W 1995 stanął na czele organizacji myśliwych w Pirenejach Atlantyckich, założył też organizację obrony polowań tradycyjnych.
Działał w gaullistowskim Zgromadzeniu na rzecz Republiki. W 1989 znalazł się wśród twórców suwerenistycznego ugrupowania Łowiectwo, Wędkarstwo, Przyroda, Tradycja (CPNT). W 1998 stanął na czele tej partii. Od 1992 do 1999 był radnym Akwitanii. Od 1995 wybierany na urząd mera miejscowości Coarraze.
W 1999 z listy CPNT został posłem do Parlamentu Europejskiego V kadencji. Zasiadał w Grupie na rzecz Europy Demokracji i Różnorodności (jako jej wiceprzewodniczący). Pracował m.in. w Komisji Zatrudnienia i Spraw Socjalnych. W PE zasiadał do 2004.
W 2002 wystartował w wyborach prezydenckich, uzyskując w pierwszej turze wynik 4,23% głosów. Wezwał do poparcia w drugiej turze Jacques'a Chiraca.
W 2008 zrezygnował w przywództwa w CPNT (zastąpił go Frédéric Nihous).